# 수크 와키프
수크 와키프(아랍어: سوق واقف Sūq Wāqif[*])는 카타르의 수도인 도하에 있는 시장(수크)이다. 이 수크는 전통 의류, 향신료, 수공예품, 기념품을 판매한다. 또한 레스토랑과 시샤 라운지도 있다. 원래 건물은 전통적인 카타르 건축의 표본으로 19세기 말에서 20세기 초로 거슬러 올라간다. 2006년에 보수되었다.

## 위치
도하 중심부에 위치한 알 수크 지역에 있다. 무역 활동에 사용되던 시장이었기 때문에, 이 지역은 도하만에서 배가 접근할 수 있도록 즉시 해안가에 위치해 있었다. 수크 와키프의 만에 대한 상대적 위치는 도하 코르니쉬를 위한 간척으로 인해 1950년대 후반과 1960년대 초반에 크게 변경되었고, 이로 인해 해안선이 약 335 미터 (1,099 ft) 북쪽으로 이동했다.
2020년대 현재, 수크와 해안 사이의 지역은 시장 자체의 북쪽 확장, 압둘라 빈 자심 거리, 그리고 수크 와키프 공원으로 구성되어 있다. 수크 와키프의 북쪽 가장자리에서 해안까지의 현재 거리는 약 215 미터 (705 ft)이다. 이 공간에는 두 개의 주요 도로가 포함되어 있다: 압둘라 빈 자심 거리(Abdullah Bin Jassim Street)는 너비 20 미터 (66 ft), 시속 40km의 4차선 도로이며, 알 코르니쉬 도로(Al Corniche Road)는 너비 35 미터 (115 ft), 시속 80km의 8차선 주요 도로이다. 이 도로들은 수크와 해안 사이 거리의 25% 이상을 차지한다. 물리적 거리는 비교적 짧지만, 교통 인프라로 인해 보행자 접근이 복잡하다.

## 역사
이 수크는 와디 무셰이레브라는 마른 강바닥 근처에서 적어도 1세기 전에 설립되었다. "수크 와키프"라는 이름은 상인들이 자신의 상품을 전시하기 위해 문에 가게를 차렸던 사실에서 유래한다. 이곳은 베두인족과 현지인들이 다양한 상품, 주로 가축 상품을 거래하던 장소였다. 그러나 1990년대의 번영과 함께 수크는 쇠퇴하기 시작했고 2003년에는 대부분이 화재로 파괴되었다. 이 사건은 2006년 정부의 복원 프로그램을 시작하게 했으며, 그 목적은 건축적, 역사적 정체성을 보존하는 것이었다. 복원의 첫 단계는 에미르 셰이크 하마드 빈 칼리파 알 타니와 그의 아내 셰이카 모자 빈트 나세르가 자금을 지원했다. 1950년대 이후에 건설된 건물들은 철거되었고, 오래된 구조물들은 재건되었다. 복원은 2008년에 완료되었다. 다양한 아시아 지역에서 수입된 나무와 대나무를 활용하여 전통적인 난방 방식이 사용된다.
주간 시장은 무역과 뉴스, 정보 공유의 주요 장소가 되어 물리적인 것뿐만 아니라 지식도 이동하는 데 도움이 되었다. 수크 와키프는 1세기 전 므셰이립 와디 강둑을 따라 주말 무역 중심지로 조성되어 베두인족과 지역 주민들 간의 상업을 가능하게 했다. 와디 양쪽의 해수 침범으로 인해 상인과 주민들은 서서 거래를 했다.

## 관광 및 명소
이 수크는 도하의 관광 명소로 여겨진다.
매년 4월경에 열리는 봄 축제는 많은 연극, 아크로바틱, 음악 공연을 개최한다. WWE 레슬러들이 참여하는 수크 와키프 스톰(Souq Waqif Storm)이라는 행사는 가장 많은 관중을 끌어모았다. 반복적인 축제 개최 가능성에 대한 논의가 있었다.
수크 와키프의 관광객 수가 급증한 것은 2022년 월드컵과 2023년 아시안컵과 같은 축구 행사 기간이었다. AFC를 보면 수크 와키프는 다양한 배경과 여러 국적을 가진 사람들이 모여 각자의 국기를 들고 응원가를 부르며 지지를 표명하는 장소였다. 월드컵 기간에도 축구 팬들의 수가 두 배로 늘어났던 것을 볼 수 있다. 사람들은 응원하는 팀을 나타내는 빌보드와 구조물을 가져와 나라에 대한 자부심을 보여주었다. 이 행사들 동안 관광객 수는 크게 증가했는데, 이곳은 팬들이 함께 응원하기 위해 모이는 장소였고, 이 축하 행사는 밤새도록 계속되었다.

## 상점
수크에는 카타르에서 처음으로 개장한 호텔인 비스밀라(Bismillah)가 있다. 이 호텔은 1900년대 초 부유한 사업가 압둘라 알 타니가 개장했다. 두 역사적인 건물은 매우 크고 화려하다. 이곳에는 수크의 사람들을 볼 수 있는 타일 발코니가 있다. 이 아파트의 간이 주방과 거실은 현대 아라베스크 양식으로 되어 있다.
부티크 호텔과 함께 수크 주변에는 많은 상점들이 있다. 여성들을 위한 구역이 있는데, 전통 여성 의류를 판매하고, 향수와 강한 아랍 향기, 그리고 금을 판매하는 보석 상점들도 있다. 여성 구역 외에도 수크에는 남성 의류, 기념품, 작은 슈퍼마켓, 그리고 전통 카타르 기념품을 판매하는 많은 가족 운영 상점들이 있다. 또한 다양한 요리, 주로 카타르 및 중동 요리를 제공하는 많은 레스토랑도 있다.

## 반려동물 구역

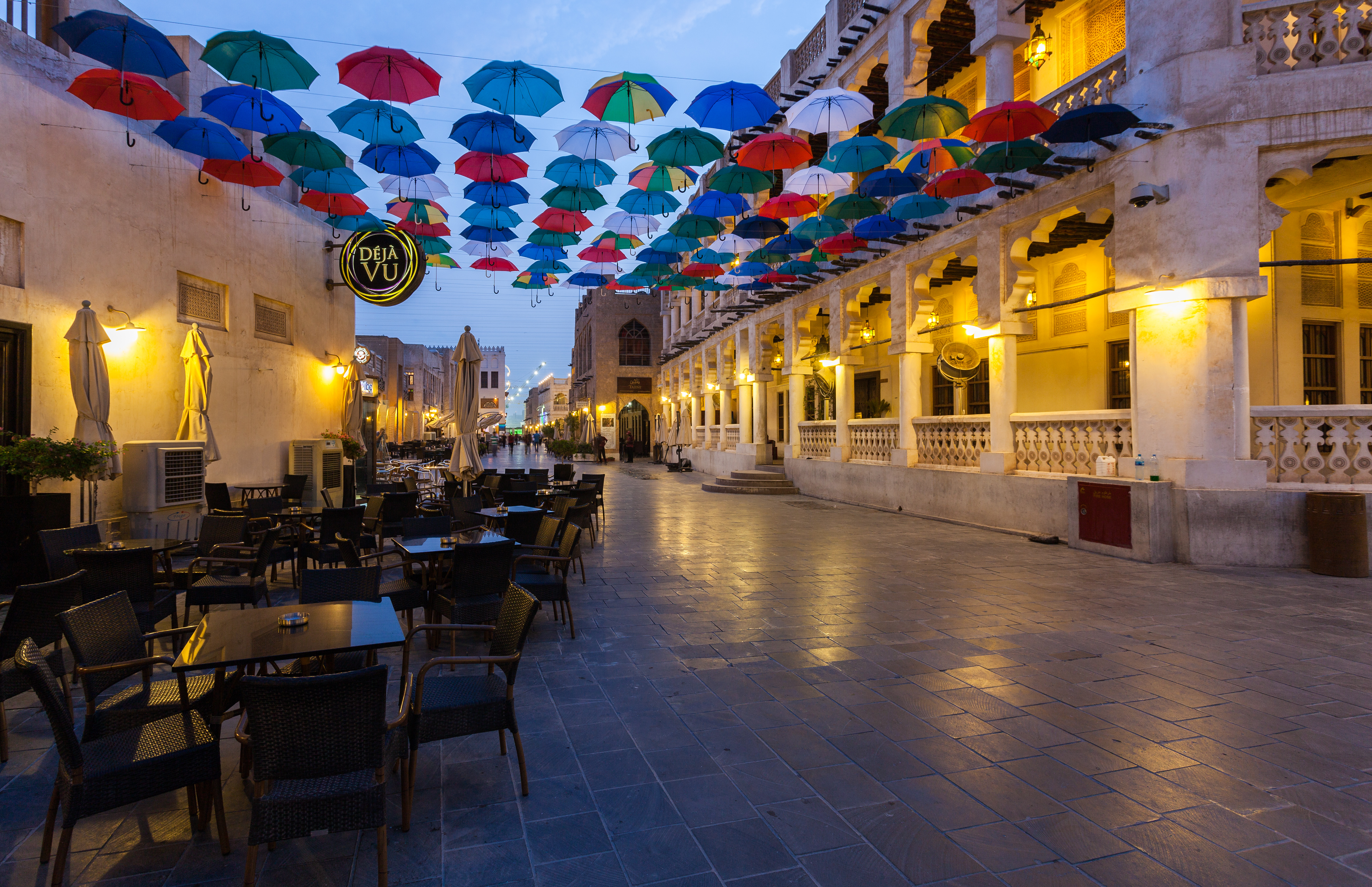
수크 와키프

수크 와키프에는 개, 고양이, 토끼, 거북이, 새 등 다양한 반려동물을 판매하는 반려동물 매장이 있다. 최근 몇 년간 반려동물의 열악한 생활 환경은 옹호 캠페인의 대상이 되어 왔으며, 지지자들은 동물들이 적절한 의료 서비스 부족과 불리한 기상 조건에 노출되어 고통받고 있다고 주장한다. 또한 일부 고객들은 매장 주인이 예방 접종 기록을 위조한다고 주장한다. 수크에는 매속을 다루는 별도의 구역도 있다. 매 수크라고 불리는 이곳에서는 매뿐만 아니라 매를 위한 착륙 패드, GPS 안내 시스템과 같은 필요한 액세서리도 판매한다.

## 알 라이얀 극장
수크에는 알 라이얀 극장(Al Rayyan Theatre)으로 알려진 980석 규모의 실내 극장이 있다.

## 같이 보기
- 수크 알 와크라